# Stazione di Ichigao
La stazione di Ichigao (市が尾駅?, Ichigao-eki) è una stazione ferroviaria situata nel quartiere di Aoba-ku, a Yokohama, città giapponese della prefettura di Kanagawa. Essa è servita dalla linea Den-en-toshi della Tōkyū Corporation.

## Linee
Tōkyū Corporation
● Linea Tōkyū Den-en-toshi

## Struttura
La stazione, in superficie, possiede due marciapiedi laterali che servono due binari passanti.
| 1 | ● Linea Tōkyū Den-en-toshi |  | per Nagatsuta e Chūō-Rinkan                                                                     |
| 2 | ● Linea Tōkyū Den-en-toshi |  | per Futako-Tamagawa, Shibuya e, via linea Hanzōmon, Oshiage e, via linea Tōbu Isesaki, Kasukabe |

## Stazioni adiacenti
| «                                 | Servizio                 | »                        |
| Linea Tōkyū Den-en-toshi          | Linea Tōkyū Den-en-toshi | Linea Tōkyū Den-en-toshi |
| --------------------------------- | ------------------------ | ------------------------ |
| Eda                               | Locale                   | Fujigaoka                |
| Tutti gli altri treni non fermano |                          |                          |